# Elachista nielspederi
Elachista nielspederi is een vlinder uit de familie grasmineermotten (Elachistidae). De wetenschappelijke naam is voor het eerst geldig gepubliceerd in 1992 door Traugott-Olsen.
De soort komt voor in Europa.